# توسا (سگ)

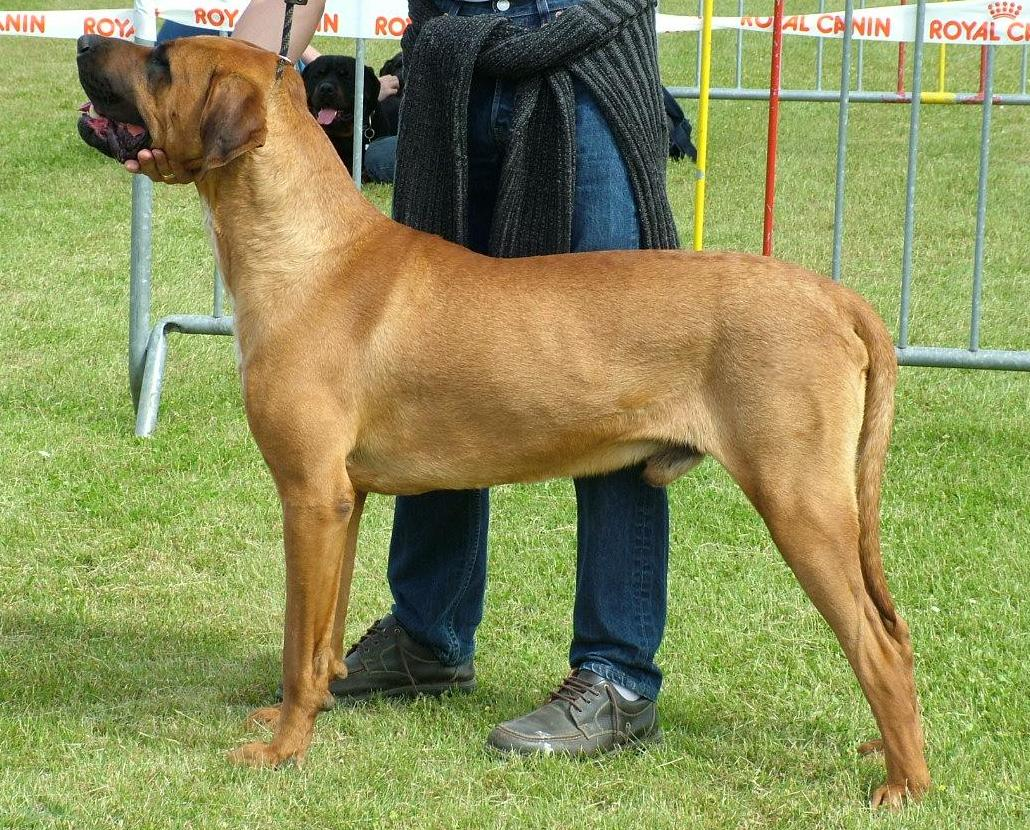
سگ توسا

توسا  (به انگلیسی: Tosa) نوعی سگ با نژاد ژاپنی است که اسم آن از ولایت توسا در استان کوچی گرفته شده است.